# Thorvald Bindesbøll
Thorvald Bindesbøll (21. juli 1846 i København – 27. august 1908 på Frederiksberg) var en dansk arkitekt og formgiver. Bindesbøll var søn af arkitekt Gottlieb Bindesbøll og bror til Johanne Bindesbøll. Han forblev ugift.
Bindesbøll kom i Kulturkanonen for sit livsværk. Heriblandt kan nævnes hans glaserede krukker, etiket til Carlsberg Pilsner (HOF), møbler og Fiskepakhusene i Skagen. Både som arkitekt og kunsthåndværker formåede han at frigøre sig fuldstændigt fra samtidens historicisme og var med sin dybt personlige stil forud for sin tid.

## Baggrund
Han var søn af arkitekt M.G. Bindesbøll og hustru Andrea Frederikke Andersen (1819-1899). Faderen døde, da Bindesbøll kun var ti år gammel, men hjemmet, der var præget af høj kunstnerisk kultur, vedblev
under hans opvækst at øve indflydelse på ham. 1862 fik han præliminæreksamen fra Borgerdydskolen på Christianshavn, og allerede året i forvejen var han begyndt at gå på Kunstakademiet for ligesom sin fader at uddanne sig til arkitekt. Han gennemgik de forskellige klasser og tog afgang som arkitekt 1876.
Allerede som studerende fik han opgaven med at tegne hovedbygningen til godset Hjuleberg i Halland for familiens nære ven, grosserer Rudolph Puggaard. Fra Akademiet modtog Bindesbøll aldrig nogen videre opmuntring. 1882 fik han ganske vist dets lille guldmedalje (for en badeanstalt i italiensk renæssance),
men den store opnåede han aldrig, og han vandt aldrig nogen legater eller rejsestipendier. Alligevel lykkedes det ham på egen hånd at komme et par gange til Italien og til Paris.

## Arkitektur
Thorvald Bindesbølls første huse (Hjulebergs ældste udkast 1879, Vilhelm Kyhns villa 1882, frilagerprojektet og Bombebøssen, begge 1891) er præget af traditionen fra det saglige murstensbyggeri i 1860'erne. I en så udpræget stilhistorisk tid som det 19. århundredes anden halvdel virker Bindesbølls huse mærkeligt selvstændige. Mens Hjuleberg stadig er let præget af historicismen, er Bombebøssen med sin rensede form og fokus på den ærlige bygningskrop et værk, der i lighed med H.B. Storcks Abel Cathrines Stiftelse markerer en næsten fuldkommen distancering til den eklekticistiske tilgang, som ellers stadig gennemsyrede tidens arkitektursyn.
Georg Bestles villa i Vedbæk (1897) var inspireret af Andreas Clemmensens palæstil, som var blevet etableret året forinden med Clemmensens villa i Kristianiagade for Otto Benzon. Bindesbølls villa kom til at betyde en fornyelse af strandvejsvillatypen, og med sine facadedekorationer, der reproducerede hans egen ornamentik op i stor skala, skabte han skole. Han blev som arkitekt ikke anvendt efter fortjeneste; de bedste bygninger som gymnastikhuset til Ubberup Højskole (1898) og fiskepakhusene i Skagen (1905-07) rager højt op over samtidens almindelige byggeri. Hans monumenter har deres styrke i den usvigelig sikre profilering og arkitektoniske fornemmelse for detaljens plads i helheden. I mindesmærket for Slaget på Reden (1901, flyttet til ny lokalitet 1997) forstod han at omsætte fortøjningspælens jævne motiv til et ophøjet nationalt symbol, fri for martialsk konveniens.

## Kunsthåndværk
Fordi han forblev marginaliseret som arkitekt, vendte Bindesbøll sig i stigende grad mod kunsthåndværket, hvor han har ydet sin betydeligste indsats og for alvor fandt sin egen stil. Allerede som barn tegnede han broderiudkast til søsteren Johanne. I sine mangfoldige broderitegninger fra 1860'erne og 1870'erne viser Bindesbøll, at han havde en viden om den klassiske oldtids ornamentik og en sikkerhed i sammensætningen af dens forskellige elementer, der var enestående. Dertil kom navnlig i 1880'erne et omfattende kendskab til de orientalske højkulturers tekstilornamentik, især Indiens og Japans. Denne strenge skoling i bundne opgaver gav ham en fortrolighed og en sikkerhed i alt, hvad der vedrørte dekoration.
1883 kom han ind på keramikkens område opmuntret af vennen og arkitekten Andreas Clemmensen, som i Italien havde stiftet bekendtskab med sgrafitto-teknikken og ønskede at anvende den på fliser på husfacader. Keramikken frigjorde ham, idet den tvang ham til at arbejde hurtigt, og det var gennem dette materiale, han nåede frem til sin egen, helt selvstændige, men på tradition hvilende ornamentik. Bindesbøll begyndte med at dekorere sine kunstnervenners lerfade; men snart lærte han at fylde en hel skive med en fast, men levende abstrakt dekoration. Arbejdet med de store krukker bidrog til på een gang at forenkle og variere hans stil. Formerne var kraftige og traditionelle, så drejerne let kunne lære dem udenad, vante som de var til den ensformige opdrejning af syltekrukker.
Han arbejdede hos Johan Wallmann i Utterslev 1883-90 og hos G. Eifrig i Valby 1891-1904. Mellem disse to perioder, i somrene 1890 og 1891, arbejdede han med fajance hos Kähler i Næstved, og omkring 1905 lavede han en del modeller til lervarer for P. Ipsens Enke. Perioden hos Wallmann var især eksperimenterende i koloristisk henseende. Under Vestervolds sløjfning havde han sammen med August Jerndorff samlet 2 kasser med potteskår og fajancebrudstykker, som var ham til fortsat inspiration. Perioden hos G. Eifrig betød en farvemæssig forenkling til sort-hvidt-gult eller hel monokromi.

## Udformning af bøger mm.
Fra 1880'erne udformede Bindesbøll bøger for Petersen & Petersen. Kun i ganske få tilfælde fik Bindesbøll afgørende indflydelse på en bogs udformning, i reglen måtte han nøjes med friser og vignetter, der ofte har en voldsom kontrastvirkning til tidens blege satsbillede. Ligesom Frederik Hendriksen kæmpede han for kraftigere typer og større helhedsvirkning; men ligesom denne undgik han sværmeriet for den stærkt håndværksprægede middelalderpastiche, der dominerer den tids bedste engelske bogarbejder. Man må se hans bogbind sammen med samtidens fattige og konventionelle bind for helt at forstå deres frigjorthed og festlighed. De ansporede det gamle fags udøvere til fornyet arbejde med teknikken; og han satte den de samme høje mål som i bogbindets klassiske perioder.

## Samarbejder
Bindesbøll havde gennem årene et intimt samarbejde med August Jerndorff og Joakim Skovgaard. De tre venners arbejder lader sig ofte vanskeligt skelne fra hinanden, hvilket han fx selv bekræftede i arbejdet med Dragespringvandet. Selv om man som hovedregel kan sige, at Bindesbøll aldrig gav sig af med figurer, har han i flere tilfælde haft en afgørende indflydelse på figurtegningen og ofte forenklet og gennemrettet de tilsendte tegninger. Såvel Skovgaard som Jerndorff respekterede og beundrede Bindesbølls meninger i alle kunstneriske spørgsmål. Det var især på bogkunstens område, samarbejdet fandt sted (fx Troldtøj, 1889-90); men også på mange andre områder kan man spore Bindesbølls ånd (de dekorative detaljer på freskerne i Viborg Domkirke). I sine sidste år nåede han også at indgå frugtbare samarbejder med brødrene Anker og Holger Kyster. Han havde via Ulrik Plesner tætte bånd til Skagensmalerne. Hans portræt hænger i Brøndums spisesal på Skagens Museum.

## Vurdering
Bindesbøll var Danmarks største ornamentale kunstner. Hans udprægede selvstændighed og voldsomme produktivitet gjorde, at dansk kunsthåndværk kom til at indtage en selvstændig plads i den store fornyelse af europas dekorative kunst i årene omkring 1900. Bindesbøll var uden større påvirkning fra den tyske jugendstil eller den franske art nouveau. Hans stil var fuldt udviklet, inden disse fik deres internationale gennembrud på Parisudstillingen 1900 (hvor han vandt guldmedalje for sin indretning af den danske udstilling), og han blev skønvirketidens åndelige fader. Men mindre talentfulde kunstneres efterligning af hans stil efter hans død bragte skønvirkestilen i miskredit.
Bindesbølls personlighed var mægtig og inspirerende. Fra sin familie havde han arvet en gammel kultur med dybe rødder i klassisk kunst og humanistisk dannelse. Dertil føjede han en udbredt belæsthed (oldtidslitteratur og Shakespeare). Hans væsen var frigjort og uden fordomme, hans kritik rammende og hård, hans beundring for det bedste uforbeholden. Han respekterede traditionen og overvurderede ikke sin egen originalitet.
Bindesbøll er begravet i familiegravstedet på Frederiksberg Ældre Kirkegård, hvor gravstenen er udformet af ham selv. Thorvald Bindesbøll Medaljen blev indstiftet i 1981 og opkaldt efter ham.

## Gengivelser af Bindesbøll
Af portrætter findes der malerier af Constantin Hansen (1875), Michael Ancher (1892), Gerhard Munthe, Ludvig Find (1891, Statens Museum for Kunst), August Jerndorff (1889, sammesteds) og Joakim Skovgaard (fresko). Studier af Vilhelm Hammershøi og Julius Paulsen. Portrætteret på gruppebilleder af Viggo Johansen (Aftenpassiar 1886, Statens Museum for Kunst, og Mellem Kunstnere 1903), Vilhelm Hammershøi (1902, Thielska Galleri, Stockholm) og P.S. Krøyer (Musik i Atelieret, 1886, Nasjonalgalleriet, Oslo). Buster af Kai Nielsen 1913. Portrætherme af samme i granit i Designmuseum Danmarks gård (1910, oprindeligt ved Industribygningen på Vestre Boulevard), i gips på Frederiksborgmuseet. Relief af Gunnar Jensen. Tegninger af Holger Roed (ca. 1869), P.S. Krøyer, Vilhelm Hammershøi, Joakim Skovgaard (1910), Michael Ancher og Hans Tegner (1895).
Der findes fotografier af bl.a. Georg E. Hansen og Frederik Riise.

## Værker

### Arkitektur
- Hovedbygning til Hjuleberg, Halland (1872-75)
- Villa for maleren Vilhelm Kyhn, Vodroffsvej/Danasvej, Frederiksberg (1879-80, nedrevet 1978)
- Kunstnersammenslutningen Den Fries udstillingsbygning på Rådhuspladsen 1883-1898[2].
- Bombebøssen, Overgaden oven Vandet 48C, Christianshavn (1891)
- Frøknerne Melchiors villa, Strandvejen, Tårbæk (1891, gennemgribende udvidet og ombygget for Christen Daell af Povl Baumann 1930)
- Georg Bestles villa, Vedbæk (1897, ombygget af Poul Henningsen i det indre 1953)
- Gymnastikhus til Ubberup Højskole (1898)
- Indretning af cigarhandel, hjørnet af Rådhuspladsen og Frederiksberggade (1899?, nedlagt)
- Forhøjelse af Kongemindet, Rytterknægten, Bornholm (1899)
- Gammel Carlsberg marketenderi, Forbindelsesvej, Frihavnen (1899-1900, kun facaderne, ombygget)
- Portal til den danske afdeling på verdensudstillingen i Paris (1900, sammen med Knud Arne Petersen)
- Automatcafé på Amagertorv (1900, nedlagt)
- Post- og Telegrafembedsmændenes Stiftelse, Mariendalsvej 38-40, Frederiksberg (1902)
- Kunsthandler Kleis' villa, Rungsted (1902)
- Fiskepakhuse, Fiskehuskaj 1-31 og Rødspættevej 2-6, Skagen (1905-07, fredet 1985)

### Ornamentik og dekoration
- Keramikalter med altertavle i Herning Kirke, står i dag i kirkens sakristi, (udført 1891 hos Kähler Keramik)
- Smedejernsgitter og stukornamentik på facaden af huset Gammeltorv 10-12, København (1905 af Ulrik Plesner)
- Ornamentik på facaden af ejendommen Vodroffshus, Danas Plads 22-24 (hovedejendommen) samt sidebygningerne, Svend Trøsts Vej 12 og Carl Plougs Vej 7, Frederiksberg (1908 af Aage Langeland-Mathiesen og Ulrik Plesner)
- Spisesalen i Brøndums Hotel, Skagen (1906)
- Udsmykning af post- og telegrafbygningen, Esbjerg (1907-08 af Ulrik Plesner, restaureret 1995, fredet)
- Udsmykning af Høsterkøb Kirke (1907-08 af Ulrik Plesner, udført posthumt)
- Udsmykning af Skagen Kirke (ombygning 1909-10 af Ulrik Plesner, udført posthumt)

### Arkitekturprojekter
- Frilagerbygning ved Toldboden (1891)
- Forretningsbygning, Kristen Bernikows Gade/Østergade, København (1900)

### Skulptur og monumenter
- Kumme til Bjørnespringvandet, Københavns Rådhus (tegnet 1887, udført 1900-01, fredet)
- Dragespringvandet, Københavns Rådhusplads (sammen med Joakim Skovgaard, udkast 1889, kumme opsat 1904, midtergruppe 1923)
- Mindesmærket for Slaget på Reden (1902, Kongens Bastion på Kastellet, flyttet til Nyholm på Holmen i 1997)
- Adskillige gravsten med smedejernsgitter, bl.a.:
  - Egen gravsten også omfattende familien, Frederiksberg Ældre Kirkegård
  - Hans Bekkevold, Gentofte Kirkegård (1905)
  - Martin Hammerich, Ørslev Kirkegård (1883)
  - Vilhelm Hammershøi, Vestre Kirkegård (tegnet 1906, udført 1916)
  - Constantin Hansen, Frederiksberg Ældre Kirkegård (1883)
  - Emil Hartmann, Holmens Kirkegård (1898)
  - J.P.E. Hartmann, Garnisons Kirke (1900)
  - Carl Adolf Meyer, Vestre Kirkegård (1906)
  - Harald Munch-Petersen, Aix-le-Bain (1905)
  - Rudolph Puggaard, Holmens Kirkegård (1886)
  - Valdemar Tofte, Vestre Kirkegård (1908)
  - S.A. van der Aa Kühle, Vestre Kirkegård (1907)

### Skulpturprojekter
- Monument for J.J.A. Worsaae (udkast 1886-88)
- Springvand på Højbro Plads (1888)

### Kunsthåndværk og lertøj
Fra 1870'ernes slutning havde han sammen med Andreas Clemmensen en omfattende produktion af glaseret lertøj: 1883-90 hos J. Wallmann i Utterslev, 1890-91 hos Kähler, på Københavns Lervarefabrik hos G. Eifrig i Valby (1891-1904) og antagelig i hele perioden for P. Ipsens Enke

### Møbler
De fremstilledes hos I.P. Mørch, Rudolph Rasmussen og Severin & Andreas Jensens snedkerier, især i 1890'erne. Enkeltmøbler, møblementer og museumsmøbler findes på Thorvaldsens Museum og Ny Carlsberg Glyptotek, Kunstindustrimuseet, Københavns Museum, Frederiksborgmuseet, Skovgaard Museet og Ordrupgaard

### Malerirammer
- I Designmuseum Danmark og Statens Museum for Kunst
- Ramme om Joakim Skovgaards altertavle Julenat i Bethlehemskirken, Ubberup (tilskrevet)[3]

### Broderi
Tegninger til puder, kakkelovnsskærme, tæpper og altertæpper (1860'erne-1903, i Kunstindustrimuseet og Museet på Koldinghus)

### Boghåndværk
Bogbind (skindmosaik, komponerede bind, Kunstindustrimuseet og Det Kongelige Bibliotek); omslag, titelblade og rammer især til Joakim Skovgaard og August Jerndorffs illustrationer (smst.); i klistermarmorering, lært hos Anker Kyster 1894, lavede han en lang række forsatspapirer; endvidere litograferede bogpapirer, exlibris, pengesedler, plakater, tapet og etiketter, bl.a.:
- Etiket for Carlsberg Pilsner (1904, Kunstindustrimuseet)
- Logo for Carlsberg (1904), stadig i brug
- Logoer for Kjøbenhavns Boldklub og Dansk Boldspil-Union, stadig i brug[4]
- Drachmann, Holger. Troldtøj.

### Sølvtøj
Udkast til sølv, bl.a. bestik, korpusarbejder og smykker (fra 1890'erne for A. Michelsen og P. Hertz, sølvstager for A. Dragsted); (efter 1904 sammen med Holger Kyster, Museet på Koldinghus, Kunstindustrimuseet)

### Andet
Bindesbøll formgav endvidere messingarbejder (lysekroner, lamper); bronze- og smedejernsgitre o.a., glas og glasmosaik (vinduer til Viborg Domkirke, Viborg Søndre Sogns Kirke, Ols Kirke); tegninger i Kunstindustrimuseet og Kobberstiksamlingen